# Tapinoma lugubre
Tapinoma lugubre är en myrart som beskrevs av Santschi 1917. Tapinoma lugubre ingår i släktet Tapinoma och familjen myror. Inga underarter finns listade i Catalogue of Life.